# Condado de Colusa
El condado de Colusa (en inglés, Colusa County), fundado en 1850, es uno de los 58 condados del estado estadounidense de California. En el año 2000, el condado tenía una población de 18 804 habitantes y una densidad poblacional de 16 personas por km². La sede del condado y mayor ciudad es Colusa.

## Toponimia
Colusa es un topónimo español de etimología indígena. Con este nombre se denominó al Rancho Colus en la época mexicana.

## Geografía
Según la Oficina del Censo, el condado tiene un área total de 2995 km², de los cuales 2980 km² corresponden a tierra y 14 km² (el 0,48% del área) son agua.

### Condados adyacentes
- Condado de Yolo (sur)
- Condado de Lake (oeste)
- Condado de Glenn (norte)
- Condado de Butte (noreste)
- Condado de Sutter (este)

## Demografía
Según la Oficina del Censo en 2000, los ingresos medios por hogar en el condado eran de $35 062, y los ingresos medios por familia eran $40 138. Los hombres tenían unos ingresos medios de $32 210 frente a los $21. 521 para las mujeres. La renta per cápita para el condado era de $14 730. Alrededor del 13.0% de las familias y del 16.1% de la población estaban por debajo del umbral de pobreza.

## Localidades
- Colusa
- Williams

### Lugares designados por el censo
- Arbuckle
- Grimes
- Lodoga
- Princeton
- Stonyford

### Comunidades no incorporadas
- College City
- Grimes
- Maxwell
- Sites